# Komin (żupania dubrownicko-neretwiańska)
Komin – wieś w Chorwacji, w żupanii dubrownicko-neretwiańskiej, w mieście Ploče. W 2011 roku liczyła 1243 mieszkańców.